# فردریکا پیداده
 فردریکا پیداده (انگلیسی: Frederica Piedade؛ زادهٔ ۵ ژوئن ۱۹۸۲) یک تنیس‌باز اهل پرتغال است. 